# ノーヴェンバー・レイン
「ノーヴェンバー・レイン」（November Rain）は、アメリカ合衆国のロックバンドであるガンズ・アンド・ローゼズの楽曲。1991年9月17日に発売された2作目のスタジオ・アルバム『ユーズ・ユア・イリュージョン I』の10曲目に収録された後、1992年2月18日に同作からの3作目のシングルとして発売された。Billboard Hot 100では最高位3位を記録し、2019年時点で同チャートにチャートインした中で4番目に演奏時間が長い楽曲となっている。このほか、ポルトガルのシングルチャートでは最高位2位、全英シングルチャートでは最高位4位を記録し、その他多数の国のシングルチャートで上位10位入りした。

## 背景
スラッシュは自伝の中で、1986年の『アペタイト・フォー・ディストラクション』のセッションに先立って行なわれたギタリストのマニー・チャールトンとのセッション中に本作の18分に及ぶテイクを録音したと主張している。
L.A.ガンズおよびガンズ・アンド・ローゼズの創設メンバーであるトレイシー・ガンズは、『Music Enthusiast』の取材でL.A.ガンズのEPを作っていたとき、1983年くらいだったかな？アクセルはピアノで“November Rain”という曲を弾いていたんだ。当時、やつが弾けるのはそれくらいしかなかったけど、その曲はものにしてた。あいつは『いつかこの曲はマジでかっこよくなるんだ』って言ってたよ。そして俺は、『今もクールだぜ』と言ったら『でも、まだ完成してないんだ』って、そんな風にやつはよく言ってたね。ホテルでもどこでも、ピアノが置いてあるところがあれば、あの曲を演奏していたよ。俺が『いつ完成するんだ？』って聞いたら、『どうしたらいいかわからないんだ』って言ってたよと語っている。
2006年にアクセル・ローズは、他のメンバーは誰も本作の制作が関わろうとしなかったとし、最終的にCan-Amスタジオでの作業時に他のメンバーを説得してレコーディングに至ったと主張しているが、スラッシュは翌年に発売した自伝の中で音楽性の違いに関するローズの主張に対して反論した。
アルバム収録テイクにおけるギターソロについて、スラッシュは「即興で入れたもの」と主張している。

## 楽曲制作および構成
演奏時間は8分57秒であり、2021年11月にテイラー・スウィフトが「オール・トゥー・ウェル」の再録版（10分12秒）でBillboard Hot 100にチャートインするまで、同チャートで上位10位入りした中で最も演奏時間が長い楽曲となっていた。本作の構成は、エルトン・ジョンが1973年に発表したメドレー曲「葬送〜血まみれの恋はおしまい」の影響を受けている。
アルバム収録テイクは、1986年の録音されたピアノのデモ音源とほぼ同じ構成になっており、ローズが手がけたストリングス・アレンジが加えられている。曲の6分48秒から曲調が転換し、7分9秒からスラッシュのギターソロが入る。
2022年11月4日、同月11日に発売の『ユーズ・ユア・イリュージョン I & II』の新装版から本作の2022年版が公開された。2022年版について、ミキシングを手がけたスティーヴン・ウィルソンはこの新しい2022年版は、オリジナルの演奏と、当時使われたサンプリング音源の代わりに、新たに録音されたオーケストラ演奏を用いて、すでに定着している（オリジナル）ヴァージョンに忠実にミックスされていますと説明している。ストリングス・アレンジと指揮は、クリストファー・レナーツが手がけた。

## 評価
日刊紙『ロサンゼルス・タイムズ』のロバート・ヒルバーンは、「（エルトン・ジョンやバーニー・トーピンの最も壮大な作品を連想させる）圧倒的なバラードは、最高かつ10年間で最も移り気なアメリカ人ハードロック・バンドの野心や幅広さを明確に示している」と評した。音楽雑誌『メロディ・メイカー』のデイヴ・ジェニングスは、「次々と驚くほど本格的で、笑えるほど下品なサウンドを出すガンナーズの才能にかなうバンドはおそらく他にいないだろう。（中略）『ノーヴェンバー・レイン』では、9分に及ぶ1つの大規模なバラードに両極端を組み入れている」と述べた。同誌のサイモン・レイノルズは「トレヴァー・ホーン、ジム・スタインマン、『パープル・レイン』の性質を持った贅沢かつ魅力的なオーケストラもどきの叙事詩」と称した。地域新聞『オーランド・センティネル』のパリー・ゲッテルマンは「安っぽく、過度に演出されたバラード」と評した。日刊紙『ワシントン・ポスト』のリチャード・ハリントンは、「スウィート・チャイルド・オブ・マイン」をきっかけに、本作をもって「女性ファンに向けて演奏するという賢い選択をした」と見なした。
本作は2006年に行なわれたニュージーランドのラジオ局The Rockのリスナー投票「The Rock 1000 Countdown」において第1位を獲得した。オンラインマガジン『グライド・マガジン』による「Favorite Hair-Metal Power Ballad」（2007年）では第2位、オンラインマガジン『ピッチフォーク』による「Top 200 Tracks of the 90s」（2010年）では第140位、オンラインマガジン『ペースト』による「The 15 Best Guns N' Roses Songs」（2017年）では第9位、音楽雑誌『ケラング!』による「The 20 greatest Guns N' Roses songs」（2020年）では第6位にランクインした。
アメリカのNPRのスティーヴン・トンプソンは、本作を「究極のハードロック・パワー・バラードの1つ」と説明した。アメリカのケーブルテレビ・チャンネルVH1のマイク・マクパデンはスラッシュの最高のギター・ワークの1つとして本作を挙げた。

## チャート成績
「ノーヴェンバー・レイン」は、1992年6月27日付のBillboard Hot 100に第40位で初登場した後、20週にわたってチャートインし、その中で同年8月29日付のチャートで最高位3位を記録した。ガンズ・アンド・ローゼズにとって6作目のBillboard Hot 100の上位10位以内に入った楽曲となった。ドイツのシングルチャートでは9週にわたってチャートインし、最高位9位を記録した。オーストラリアのARIAシングルチャートでは最高位5位を記録。同国の1992年度年間チャートでは第2位を記録した、1993年度年間チャートでは第36位を記録した。ニュージーランドのシングルチャートでは1992年4月5日付のチャートから40週にわたってチャートインし、同年7月26日付のチャートで最高位7位を記録。同国の1992年度年間チャートでは第2位を記録した。

## ミュージック・ビデオ
アンディ・モラハンが監督を務めた「ノーヴェンバー・レイン」のミュージック・ビデオは、「ドント・クライ」や「イストレインジド」との3部作の2作目にあたり、デル・ジェイムスの短編小説『Without You』から着想を得ている。ビデオの撮影・制作にあたっては、総予算100万ドルが投じられた。
本作のビデオには「ドント・クライ」と同じく当時ローズの恋人だったステファニー・シーモアが出演しており、「ドント・クライ」のビデオでローズの自殺を思いとどまらせたシーモアと結婚する様子が描かれている。結婚式のシーンはロサンゼルスにある聖ブレンダンカトリック教会、スラッシュによるギターソロのシーンはニューメキシコ州で撮影され、ビデオにはロサンゼルスにあるオルフェウム劇場でのライブ映像も使用されている。
2018年7月、YouTubeでの再生回数が2000年以前に発表されたミュージック・ビデオとしては初となる10億回を超える再生回数を記録し、2023年2月に再生回数20億回を突破した。
2022年11月には、『ユーズ・ユア・イリュージョン I & II - スーパー・デラックス・エディション』の販促を目的に2022年版のミュージック・ビデオが公開された。

## ライブでの演奏

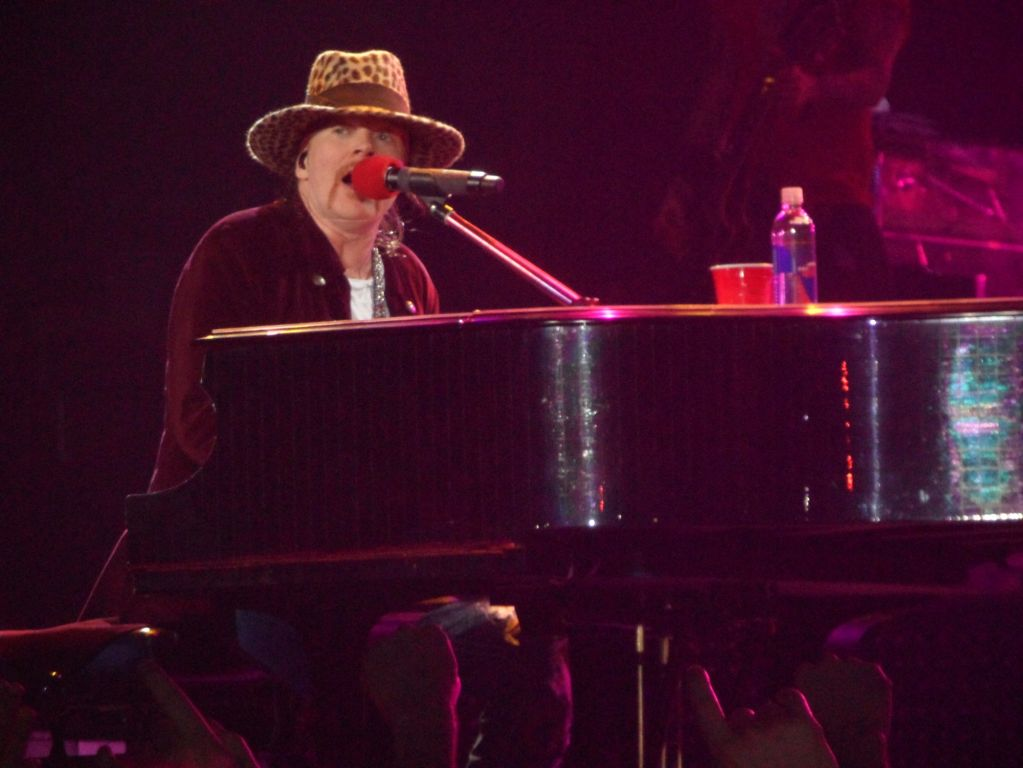
ノッティンガム・アリーナで本作を演奏するアクセル・ローズ（2012年5月）

1992年のMTV Video Music Awardsの式典では、約9分間の生演奏が披露され、ピアノの演奏でエルトン・ジョンが参加した。
1999年に発売されたライブ・アルバム『ライヴ・エラ '87〜'93』には、1992年の日本公演でのライブ音源が収録された。2014年に発表された映像作品『Appetite for Democracy 3D』には、2012年ハードロック・カジノ公演でのライブ映像が収録された。
2023年1月22日、ローズがリサ・マリー・プレスリーの葬儀に参列し、本作をピアノの弾き語りで披露した。

## シングル収録曲
| #         | タイトル                                                                   | 作詞・作曲               | 時間  |
| --------- | -------------------------------------------------------------------------- | ------------------------ | ----- |
| 1.        | 「ノーヴェンバー・レイン」(November Rain (LP Version))                     | アクセル・ローズ         | 8:57  |
| 2.        | 「スウィート・チャイルド・オブ・マイン」(Sweet Child O' Mine (LP Version)) | ガンズ・アンド・ローゼズ | 5:56  |
| 3.        | 「ペイシェンス」(Patience (LP Version))                                    | ガンズ・アンド・ローゼズ | 5:53  |
| 合計時間: | 合計時間:                                                                  | 合計時間:                | 20:46 |

| #         | タイトル                                                                   | 作詞・作曲               | 時間  |
| --------- | -------------------------------------------------------------------------- | ------------------------ | ----- |
| 1.        | 「ノーヴェンバー・レイン」(November Rain (LP Version))                     | アクセル・ローズ         | 8:57  |
| 2.        | 「スウィート・チャイルド・オブ・マイン」(Sweet Child O' Mine (LP Version)) | ガンズ・アンド・ローゼズ | 5:56  |
| 合計時間: | 合計時間:                                                                  | 合計時間:                | 14:53 |

| #         | タイトル                                                                   | 作詞・作曲               | 時間  |
| --------- | -------------------------------------------------------------------------- | ------------------------ | ----- |
| A.        | 「ノーヴェンバー・レイン」(November Rain (LP Version))                     | アクセル・ローズ         | 8:57  |
| B.        | 「スウィート・チャイルド・オブ・マイン」(Sweet Child O' Mine (LP Version)) | ガンズ・アンド・ローゼズ | 5:56  |
| 合計時間: | 合計時間:                                                                  | 合計時間:                | 14:53 |

| #         | タイトル                                                                   | 作詞・作曲               | 時間  |
| --------- | -------------------------------------------------------------------------- | ------------------------ | ----- |
| A.        | 「ノーヴェンバー・レイン」(November Rain (LP Version))                     | アクセル・ローズ         | 8:57  |
| B1.       | 「スウィート・チャイルド・オブ・マイン」(Sweet Child O' Mine (LP Version)) | ガンズ・アンド・ローゼズ | 5:56  |
| B2.       | 「ペイシェンス」(Patience (LP Version))                                    | ガンズ・アンド・ローゼズ | 5:53  |
| 合計時間: | 合計時間:                                                                  | 合計時間:                | 20:46 |

## クレジット
※出典
ガンズ・アンド・ローゼズ
- アクセル・ローズ – リード・ボーカル、バックグラウンド・ボーカル、ピアノ、キーボード、シンセサイザー、合唱
- スラッシュ – リードギター、リズムギター、アコースティック・ギター、6弦ベース
- イジー・ストラドリン – リズムギター、バックグラウンド・ボーカル、リードギター
- ダフ・マッケイガン – ベース、バックグラウンド・ボーカル、合唱
- マット・ソーラム – ドラム、バックグラウンド・ボーカル、合唱
- ディジー・リード – バックグラウンド・ボーカル、合唱

参加ミュージシャン
- スチュアート・ベイリー – バックグラウンド・ボーカル、合唱
- シャノン・フーン – バックグラウンド・ボーカル、合唱
- ヨハン・ラングリー – シンセサイザー・プログラミング
- リーバ・ショー – バックグラウンド・ボーカル、合唱

## チャート

### 週間チャート
| チャート (1992年 - 2023年)                 | 最高位 |
| ------------------------------------------ | ------ |
| オーストラリア (ARIA)                      | 5      |
| オーストリア (Ö3 Austria Top 40)           | 27     |
| ベルギー (Ultratop 50 Flanders)            | 18     |
| カナダ トップシングルス (RPM)              | 5      |
| ヨーロッパ (European Hot 100)              | 11     |
| フィンランド (The Official Finnish Charts) | 7      |
| フランス (SNEP)                            | 18     |
| ドイツ (GfK Entertainment charts)          | 9      |
| ハンガリー (Single Top 40)                 | 38     |
| アイルランド (IRMA)                        | 3      |
| オランダ (Dutch Top 40)                    | 4      |
| オランダ (Single Top 100)                  | 3      |
| ニュージーランド (Recorded Music NZ)       | 7      |
| ノルウェー (VG-lista)                      | 7      |
| ポルトガル (AFP)                           | 2      |
| スペイン (AFYVE)                           | 2      |
| スウェーデン (Sverigetopplistan)           | 38     |
| スイス (Schweizer Hitparade)               | 8      |
| UK シングルス (OCC)                        | 4      |
| UK ロック・アンド・メタル (OCC)            | 1      |
| US Billboard Hot 100                       | 3      |
| US Mainstream Rock (Billboard)             | 15     |
| US Pop Airplay (Billboard)                 | 19     |
| US Cash Box Top 100                        | 11     |

### 年間チャート
| チャート (1992年)                    | 順位 |
| ------------------------------------ | ---- |
| オーストラリア (ARIA)                | 2    |
| カナダ トップ シングルス (RPM)       | 56   |
| ヨーロッパ (European Hot 100)        | 53   |
| ドイツ (Official German Charts)      | 2    |
| オランダ (Dutch Top 40)              | 14   |
| オランダ (Single Top 100)            | 12   |
| ニュージーランド (Recorded Music NZ) | 2    |
| US Billboard Hot 100                 | 17   |

| チャート (1993年)     | 順位 |
| --------------------- | ---- |
| オーストラリア (ARIA) | 36   |

## 認定
| 国/地域                                                                                  | 認定        | 認定/売上数 |
| ---------------------------------------------------------------------------------------- | ----------- | ----------- |
| オーストラリア (ARIA)                                                                    | 4× Platinum | 280,000     |
| ブラジル (ABPD)                                                                          | Platinum    | 60,000      |
| デンマーク (IFPI Danmark)                                                                | Gold        | 45,000      |
| ドイツ (BVMI)                                                                            | Gold        | 250,000^    |
| イタリア (FIMI)                                                                          | Platinum    | 50,000      |
| オランダ (NVPI)                                                                          | Gold        | 50,000^     |
| ニュージーランド (RMNZ)                                                                  | Platinum    | 10,000*     |
| イギリス (BPI)                                                                           | Platinum    | 600,000     |
| アメリカ合衆国 (RIAA)                                                                    | Gold        | 500,000^    |
| * 認定のみに基づく売上数 · ^ 認定のみに基づく出荷枚数 · 認定のみに基づく売上数と再生回数 |             |             |